# George Home, 1. hrabě z Dunbaru
George Home, 1. hrabě z Dunbaru, KG, PC, (kolem 1556 – 20. ledna 1611) byl v poslední dekádě svého života nejprominentnější a také nejvlivnější skotský politik v Anglii. Těšil se plné podpoře a důvěře krále Jakuba I. Stuarta (Jakub VI. Skotský), jehož byl hlavním poradcem přes záležitosti týkající se Skotska. Cestoval pravidelně z Londýna do Edinburghu přes Berwick-upon-Tweed.

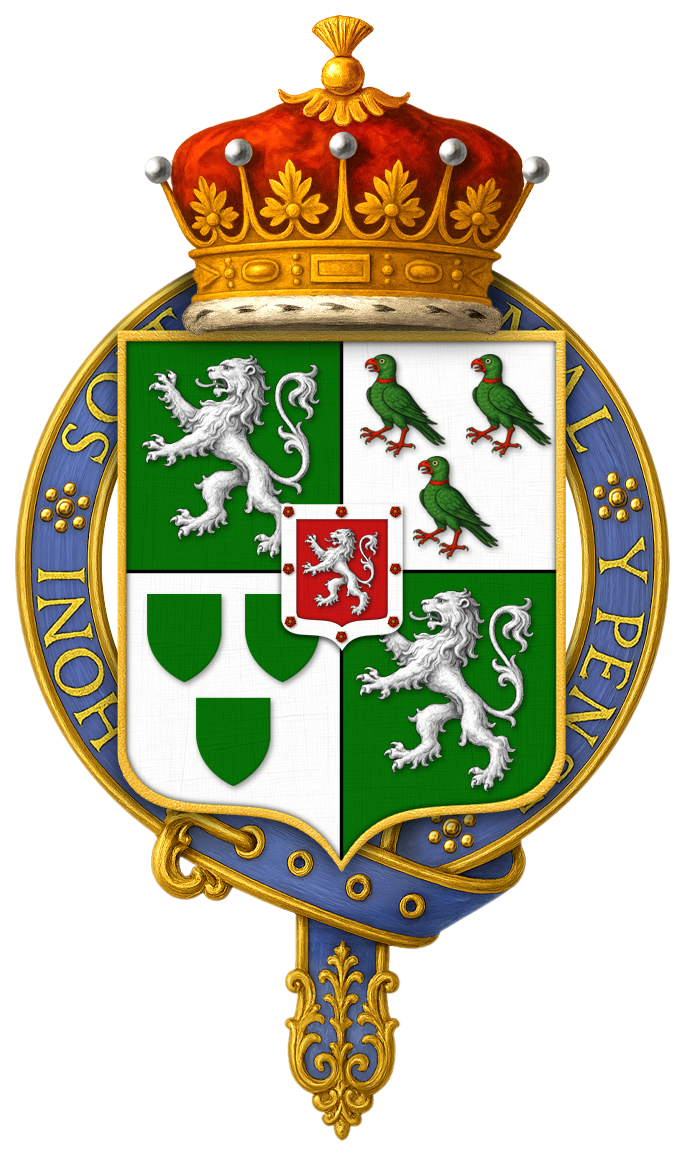
Erb George Home, 1. hraběte z Dunbaru

## George Home ve Skotsku
George Home byl třetím synem sira Alexandera Home z Manderston v Berwickshire. V roce 1582, tedy ve věku 26 let, byl uveden ke dvoru a představen tehdy šestnáctiletému Jakubovi VI. jako příbuzný Alexandera Homa, 1. hraběte z Home. Stal se u dvora oblíbeným, doprovázel krále Jakuba VI. do Norska a Dánska za budoucí královnou Annou Dánskou. V roce 1598 byl jmenován Privy Council of the United Kingdom (PC) a v následujícím roce šerifem v Berkick-upon-Tweed. V roce 1601 se stal Strážcem královského šatníku. 31. července téhož roku byl jmenován komptrollerem, osobou výlučně zodpovědnou za financování královské domácnosti. V roce 1601 dostal titul Provost Dunbar (Starosta Dunbaru).

## George Home v Anglii
V roce 1603 umírá královna Alžběta I. a jejím následníkem se stává skotský král Jakub VI., s titulem Jakub I. Stuart jako král Skotska, Anglie a Irska. George Home jej doprovázel jako svého panovníka do Westminsteru. Mezi lety 1603 až 1606 byl ministrem financí (a ex officio druhým pánem státní pokladny). V roce 1603 byl také jmenován do vedení Rady Anglie a 1. června toho roku dostal celoživotní funkci jako Strážce královského šatníku. Dne 7. července 1604 byl jmenován baronem Home z Berwicku. V roce 1605 dostal rytířské ocenění – Podvazkový řád (KG) a 3. července byl jmenován hrabětem z Dunbaru. Existují důkazy o tom, že se podílel na výslechu Guyho Fawkese. Dne 27. září 1603 Home obdržel panství a hrad Norham, a s tím i právo rybolovu na řece Tweed.

## Náboženská aféra
V roce 1608 se George Home vrací do Skotska. Odcestoval tam spolu s Georgem Abbotem. Jejich úkolem bylo vyřešit náboženské rozpory mezi anglickou a skotskou církví. Král Jakub I. byl touto aktivitou tak potěšen, že v roce 1609 učinil z Abbota biskupa v Lichfieldu a Coventry a měsíc nato jej povolal do Londýna. S počátečními výsledky této mise byl král spokojen, přestože nebyla velká naděje pro vytvoření spojení obou církví. Propast mezi Jakubem I. Stuartem a skotským řídícím orgánem církve, Valným shromážděním (General Assembly of the Church of Scotland), se stále rozšiřovala. V červenci roku 1605 se v Aberdeenu sešlo na schůzi orgánu General Assembly 19 ministrů a to i přes králův zákaz. Šest z nich bylo následně uvězněno v Blackness Castle poblíž Linlithgow. 10. ledna 1606 tam dorazil i George Home, aby u soudu působil jako přísedící. Udělal vše pro získání příznivého rozsudku v procesu krále proti šesti ministrům. Dokonce se říká, že Home s sebou přivez spoustu peněz, aby si koupil příznivý verdikt. Kromě toho hrabě sám vybral 15 porotců, z nichž pět bylo z rodiny Home, což byli jeho příbuzní. Ale i tak se nepodařilo porotu přesvědčit. Nakonec se jednalo o většinový verdikt devět proti šesti ve prospěch vinny obviněných. Zákon stanovoval, že i pro nejvyššího ministra, řídícího záležitosti církve, je neuposlechnutí rozhodnutí krále a tajné rady (Privy Coucil) kvalifikováno jako velezrada.

## Smrt
Hrabě z Dunbaru zemřel v Whitehalle, v Londýně, v roce 1611, bez mužského potomka. S manželkou Catherine, dcerou sira Alexandra Gordona z Gightu, měl dvě dcery:
- Anne (zemřela 1621), manželka sira Jamese Home Whitriga, jehož syn se stal Jamesem Homem, 3. hrabětem z Home,
- Elizabeth, jejím manželem se stal Theophilus Howard, 2. hrabě ze Suffolku.

Jeho tělo bylo balzamováno, ale jeho pohřeb se ve Westminsteru konal až v dubnu. Tělo bylo umístěno do olověné rakve a posláno do Skotska, kde byl pohřben pod podlahou farního kostela v Dunbaru, uprostřed mezi kropenkou a kazatelnou. Velkolepý památník, který je podle mnohých krásnější než památník ve Westminsterském opatství, je charakteristickým rysem interiéru tohoto kostela.